# Nana Oforiatta Ayim

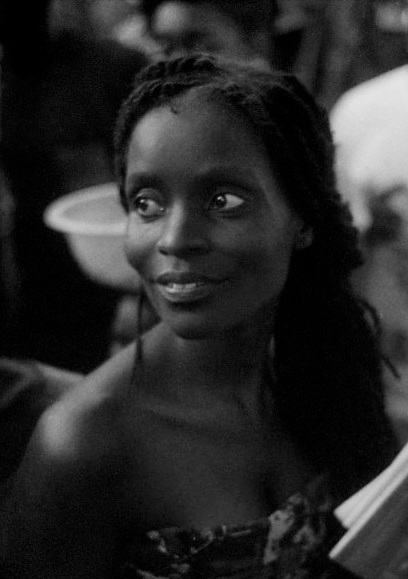
Nana Oforiatta Ayim (2015)

Nana Oforiatta Ayim (geb. in Deutschland) ist eine ghanaische Schriftstellerin, Kunsthistorikerin und Filmemacherin.

## Leben
Nana Oforiatta Ayim wurde in Deutschland geboren. Ihre ersten Lebensjahre verbrachte sie in den 1980er Jahren in Rumeln-Kaldenhausen, einem Stadtteil von Duisburg. Ihre Mutter war die Tochter von Ofori Atta I. (1881–1943), dem einstigen König der ghanaischen Region Akyem Abuakwa. Die Schwester ihrer Mutter, Susan Ofori-Atta, war die erste Ärztin in der Goldküste. Ihr Vater ist Arzt. Aufgewachsen ist sie in Deutschland und Großbritannien, lebte später aber auch in Frankreich, Senegal, Äthiopien, Russland und in den USA. Ihr Lebensmittelpunkt ist seit 2011 Ghana. Sie studierte zunächst Politikwissenschaft und Russisch und arbeitete bei der UNO in New York im Department of Political Affairs. Später, etwa 2008–2011, studierte sie Kunstgeschichte in London.

## Wirken
Ein wesentliches Ziel Oforiatta Ayims ist es, die Kultur und Gegenwartskunst Ghanas international sichtbar zu machen und einen Dialog mit den Kulturen und Künsten des Westens zu ermöglichen. Auf ihre Initiative entstand auf der Kunstbiennale von Venedig im Jahr 2019 erstmals ein eigener Pavillon von Ghana, in dem sechs zeitgenössische Künstler ihre Werke präsentierten. Diese Schau fand international große Aufmerksamkeit und Anerkennung.
Der Vielfalt des Kontinents Afrika verpflichtet ist ihr Projekt einer Enzyklopädie, die in 54 Bänden die Kulturgeschichte jedes afrikanischen Landes präsentieren soll. Das Projekt begann sie 2009 im Rahmen von Forschungen zur Kulturgeschichte Afrikas für ihre Dissertation. Die Wissenssammlung erfolgt zunächst als Open-Source-Internetprojekt, eine spätere Veröffentlichung in Buchform ist geplant. Das Projekt ist auch deshalb von Bedeutung, weil kaum Archive existieren, die die kulturelle und künstlerische Überlieferung dokumentieren.
Im Jahr 2019 erschien ihr autobiografischer Roman The God Child (deutsch: Wir Gotteskinder). Die coming-of-age-Geschichte erzählt von Maya, die in Deutschland und England aufwächst und sich in Ghana auf die Suche nach ihren Wurzeln begibt. Die Autorin lenkt dabei den Blick auf die Perspektiven afrikanischer Migranten, das Fremdsein in allen Kulturen und die Frage nach einer Weltliteratur im Wortsinne.
Das Online-Magazin OkayAfrica zählte Nana Oforiatta Ayim im Jahr 2016 zu den zwölf afrikanischen Frauen, die Geschichte schrieben. Im Jahr 2020 wurde sie in die Liste der 100 afrikanischen „Architektinnen der Zukunft“ aufgenommen. Sie ist Gründerin des ANO Institute of Arts and Knowledge mit Sitz in Accra. In dem Ranking des internationalen Kunstmagazins Apollo Magazine erschien Oforiatta Ayim 2017 als eine der „40 Vordenker unter 40“. Im Jahr 2022 erhielt sie den Dan-David-Preis.

## Veröffentlichungen
- als Mitherausgeberin: Mythen der Welt: Helden, Sagen und Symbole. Knesebeck, München 2010. ISBN 978-3-86873-192-7.
- als Herausgeberin: Ghana Freedom. Ghana Pavilion at the 58th International Art Exhibition. La Biennale di Venezia. Koenig Books, London 2019. ISBN 978-3-96098-559-4. (Ausstellungskatalog)
- Wir Gotteskinder. Roman. Übersetzt von Reinhild Böhnke. Penguin-Verlag, München 2021. ISBN 978-3-328-60146-3. (Zuerst erschienen als: The God Child. Bloomsbury, London 2019. ISBN 978-1-408-88242-9)